# Consulat général de France à Washington
Le consulat général de France à Washington est une représentation consulaire de la République française aux États-Unis. Il est situé au sein des installations de l'ambassade de France aux États-Unis sur Reservoir Road, à Washington, la capitale du pays. Outre le district de Columbia, sa circonscription consulaire s'étend sur cinq États : le Delaware, le Maryland, la Pennsylvanie, la Virginie et la Virginie-Occidentale.

## Consulats honoraires
Il supervise trois consuls honoraires situés respectivement à :
- Norfolk (Virginie)
- Philadelphie (Pennsylvanie)
- Pittsburgh (Pennsylvanie)